# Addison Teague
Addison Teague é um engenheiro de som colombiano. Como reconhecimento, foi nomeado ao Oscar 2011 na categoria de Melhor Edição de Som por Tron: Legacy.